# اکسواسید گوگرد
اکسواسیدهای گوگرد ترکیبات شیمیایی هستند که حاوی گوگرد، اکسیژن و هیدروژن هستند. شناخته‌شده‌ترین و مهمترین اسید از این گروه سولفوریک اسید است که در صنعت کاربرد زیادی دارد. گوگرد دارای اکسواسیدهای متعددی است. با این حال، برخی از این‌ها تنها از نمک‌هایشان شناخته می‌شوند (این موارد به صورت مورب در جدول زیر نشان داده شده‌اند). اسیدهایی که مشخص شده‌اند دارای ویژگی‌های ساختاری مختلفی هستند، به عنوان مثال:
- گوگرد چهار وجهی وقتی با اکسیژن کوئوردینه شود
- اتم‌های اکسیژن ترمینال و پل
- گروه‌های پراکسو ترمینال
- ترمینال S=S
- زنجیره‌های (−S−)n

| اسید                                                        | فرمول شیمیایی | عدد اکسایش                                                              | ساختار             | آنیون‌های مرتبط | یادداشت |
| ----------------------------------------------------------- | ------------- | ----------------------------------------------------------------------- | ------------------ | --- | --- |
| سولفوریک اسید                                               | H۲SO۴         | +۶                                                                      | sulfuric           | سولفات، SO۲- ۴ و هیدروژن سولفات معمولا با نام بی‌سولفات، HSO− ۴ شناخته می‌شود | شناخته شده‌ترین و پرکاربردترین در صنعت. |
| پلی‌سولفوریک اسیدها شامل دی‌سولفوریک اسید (پیروسولفوریک اسید) | H۲SO۴·nSO۳    | +۶                                                                      | disulfuric         | دی‌سولفات (معمولا با نام pyrosulfate شناخته می‌شود)، S ۲O۲- ۷ و تری‌سولفات، S ۳O۲- ۱۰ | اسید دی سولفوریک خالص در دمای ۳۶ درجه سانتی‌گراد ذوب می‌شود. موجود در سولفوریک اسید دودزا، سولفوریک اسید اولئوم. نمونه‌های شناخته شده با n = 1 و n = 2. |
| پروکسی‌مونوسولفوریک اسید                                     | H۲SO۵         | +۶                                                                      | peroxymonosulfuric | Peroxomonosulfate, OOSO۲- ۳ | "اسید کارو"، جامدی با دمای ذوب ۴۵ درجه سانتیگراد |
| پروکسی‌دی‌سولفوریک اسید                                       | H۲S۲O۸        | +۶                                                                      | peroxydisulfuric   | Peroxydisulfate, O ۳SOOSO۲- ۳ | "اسید مارشال"، جامدی با دمای ذوب ۶۵ درجه سانتیگراد.                                                                                                  |
| دی‌تیونیک اسید                                               | H۲S۲O۶        | +۵                                                                      | dithionic          | دیتیونات، O ۳SSO۲- ۳ | به شکل خالص جدا نشده‌است، فقط محلول‌های غلیظ آن تهیه شده‌است                                                                                            |
| تیوسولفوریک اسید                                            | H۲S۲O۳        | ۰ (برای گوگرد ترمینال)، +۴ (برای اتم مرکزی)                             | thiosulfuric       | تیوسولفات, S ۲O۲- ۳ Hydrogenthiosulfate HS ۲O− ۳ (نمک آمونیوم تهیه شده در متانول بی آب در دمای ۸۰- درجه سانتی گراد) | محلول های آبی آن تجزیه می شوند. |
| دی‌سولفوروس اسید یا پیروسولفوروس اسید                        | H۲S۲O۵        | +۵ (برای اتم گوگرد متصل به سه اتم اکسیژن)، +۳ (برای دیگر اتم های گوگرد) | disulfurous        | دی‌سولفیت معمولا با نام متابی‌سولفیت شناخته می شود، S ۲O۲- ۵ | ناشناخته. |
| سولفورو اسید                                                | H۲SO۳         | +۴                                                                      | sulfurous          | هیدروژن سولفیت، HSO− ۳ و سولفیت، SO۲- ۳ | ناشناخته. |
| دی‌تیونوس اسید                                               | H۲S۲O۴        | +۳                                                                      | dithionous         | Dithionite, O ۲SSO۲- ۲ | ناشناخته. |
| Sulfoxylic acid                                             | H۲SO۲         | +۲                                                                      | sulfoxylic         | Sulfoxylate, SO۲- ۲ | اسید آزاد شناخته نشده‌است |
| پلی‌تیونیک اسید                                              | H۲SxO۶        | ۰ (برای اتم‌های گوگرد پل)، +۵ (برای اتم‌های گوگرد مرکزی ترمینال)          | polythionic        | Polythionates, O 3S(S x−2)SO۲- ۳. مانند trithionate, tetrathionate, pentathionate, hexathionate, heptathionate, octathionate, nonathionate, decathionate, undecathionate, dodecathionate, tridecathionate, و tetradecathionate. | نمونه های شناخته شده با x = ۳, ۴, ۵, ۶, ۷, ۸, ۱۰, ۱۲, ۱۴.                                                                                            |
| Thiosulfurous acid                                          | H۲S۲O۲        | −۱ (برای اتم گوگرد بیرونی)، +۳ (برای اتم مرکزی)                         |                    | Thiosulfites | ناشناخته |
| Dihydroxydisulfane                                          | H۲S۲O۲        | +۱                                                                      | hypodithionous     | | Acid known |

## همچنین ببینید
- کلروسولفوریک اسید
- فلوئوروسولفوریک اسید
- نیتروسیل‌سولفوریک اسید
- پروکسی‌دی‌سولفوریک اسید
- اسیدهای سولفینیک
- اسیدهای سولفونیک